# Championnats du monde de patinage de vitesse sur piste courte 1992
Navigation
Édition précédente Édition suivante
Les Championnats du monde de patinage de vitesse sur piste courte 1992 se déroulent à Denver aux États-Unis entre le 2 avril 1992 et le 4 avril 1992. L'événement est géré par l'Union internationale de patinage.

## Épreuves
Il y a douze épreuves au total : six pour les hommes et six pour les femmes. Les différentes distances sont le 500 mètres, le 1 000 mètres, le 1 500 mètres, le 3 000 mètres, le relais de 3 000 mètres pour les femmes et le relais 5 000 mètres pour les hommes) ainsi qu'un titre décerné au meilleur patineur sur l'ensemble des épreuves.

## Palmarès
| Épreuves        | Or                                                                                    | Or            | Argent                                                                             | Argent        | Bronze                                                                             | Bronze        |
| --------------- | ------------------------------------------------------------------------------------- | ------------- | ---------------------------------------------------------------------------------- | ------------- | ---------------------------------------------------------------------------------- | ------------- |
| Hommes          |                                                                                       |               |                                                                                    |               |                                                                                    |               |
| 500 m           | Kim Ki-hoon (KOR)                                                                     | 43 s 86       | Wilf O'Reilly (GBR)                                                                | 44 s 07       | Lee Joon-ho (KOR)                                                                  | 44 s 19       |
| 1 000 m         | Kim Ki-hoon (KOR)                                                                     | 1 min 37 s 26 | Michael McMillen (NZL)                                                             | 1 min 37 s 73 | Lee Joon-ho (KOR)                                                                  | 1 min 54 s 59 |
| 1 500 m         | Kim Ki-hoon (KOR)                                                                     | 2 min 27 s 03 | Mo Ji-soo (KOR)                                                                    | 2 min 27 s 21 | Tatsuyoshi Ishihara (JPN)                                                          | 2 min 27 s 73 |
| 3 000 m         | Kim Ki-hoon (KOR)                                                                     | 5 min 05 s 90 | Mo Ji-soo (KOR)                                                                    | 5 min 06 s 04 | Frederic Blackburn (CAN)                                                           | 5 min 06 s 09 |
| 5 000 m relais  | Japon Toshinobu Kawai Yuichi Akasaka Tatsuyoshi Ishihara Tsutomu Kawasaki Jun Uematsu | 7 min 20 s 57 | Grande-Bretagne Wilf O'Reilly Nicky Gooch Matthew Jasper Jamie Fearn               | 7 min 23 s 01 | France Claude Nicouleau Marc Bella Rémi Ingres Arnaud Drouet                       | 7 min 25 s 33 |
| Toutes épreuves | Kim Ki-hoon (KOR)                                                                     | 20 pts        | Mo Ji-soo (KOR)                                                                    | 6 pts         | Lee Joon-ho (KOR)                                                                  | 4 pts         |
| Femmes          |                                                                                       |               |                                                                                    |               |                                                                                    |               |
| 500 m           | Li Yan (CHN)                                                                          | 47 s 23       | Kim So-hee (KOR)                                                                   | 48 s 95       | Zhen Chunyang (CHN)                                                                | 1 min 16 s 01 |
| 1 000 m         | Li Yan (CHN)                                                                          | 1 min 46 s 83 | Nobuko Yamada (JPN)                                                                | 1 min 51 s 84 | Nathalie Lambert (CAN)                                                             | 1 min 57 s 37 |
| 1 500 m         | Kim So-hee (KOR)                                                                      | 2 min 44 s 24 | Monique Velzeboer (NED)                                                            | 2 min 44 s 42 | Amy Peterson (USA)                                                                 | 2 min 44 s 66 |
| 3 000 m         | Kim So-hee (KOR)                                                                      | 5 min 26 s 71 | Kim Yang-hee (KOR)                                                                 | 5 min 29 s 59 | Nobuko Yamada (JPN)                                                                | 5 min 29 s 62 |
| 3 000 m relais  | Canada Sylvie Daigle Eden Donatelli Nathalie Lambert Angela Cutrone Annie Perreault   | 4 min 35 s 74 | Pays-Bas Monique Velzeboer Simone Velzeboer Penèlope di Lella Joëlle van Koetsveld | 4 min 42 s 02 | France Valérie Barizza Gaëlle Deléglise Sandrine Daudet Karine Rubini Laure Drouet | 4 min 43 s 16 |
| Toutes épreuves | Kim So-hee (KOR)                                                                      | 13 pts        | Li Yan (CHN)                                                                       | 10 pts        | Nobuko Yamada (JPN)                                                                | 5 pts         |

## Tableau des médailles
| Rang | Nation           | Or | Argent | Bronze | Total |
| ---- | ---------------- | -- | ------ | ------ | ----- |
| 1    | Corée du Sud     | 8  | 5      | 3      | 16    |
| 2    | Chine            | 2  | 1      | 1      | 4     |
| 3    | Japon            | 1  | 1      | 3      | 5     |
| 4    | Canada           | 1  | 0      | 2      | 3     |
| 5    | Grande-Bretagne  | 0  | 2      | 0      | 2     |
| 5    | Pays-Bas         | 0  | 2      | 0      | 2     |
| 7    | Nouvelle-Zélande | 0  | 1      | 0      | 1     |
| 8    | France           | 0  | 0      | 2      | 2     |
| 9    | États-Unis       | 0  | 0      | 1      | 1     |